# Distrikt José Luis Bustamante y Rivero
Der Distrikt José Luis Bustamante y Rivero liegt in der Provinz Arequipa der Region Arequipa in Südwest-Peru. Der Distrikt hat eine Fläche von 10,83 km². Beim Zensus 2017 lebten 81.829 Einwohner im Distrikt. 10 Jahre zuvor lag die Einwohnerzahl bei 76.410. Der Distrikt wurde am 23. Mai 1995 aus dem Westteil des Distrikts Paucarpata gebildet. Der Distrikt wurde nach dem peruanischen Politiker und Präsidenten José Luis Bustamante y Rivero (1894–1989) benannt. Der Distrikt und die Stadt Ciudad Satélite sind deckungsgleich. Der Distrikt José Luis Bustamante y Rivero ist Teil des Ballungsraumes der Provinz- und Regionshauptstadt Arequipa und liegt 3,4 km südsüdöstlich von deren Stadtzentrum.

## Geographische Lage
Der Distrikt José Luis Bustamante y Rivero liegt zentral in der Provinz Arequipa auf einer Höhe von 2310 m. Der Distrikt hat eine Längsausdehnung in NNW-SSO-Richtung von 4,8 km sowie eine Breite von etwa 2,4 km. Der Fluss Río Socabaya fließt entlang der südlichen Distriktgrenze nach Westen.
Der Distrikt José Luis Bustamante y Rivero grenzt im Norden an den Stadtdistrikt Arequipa, im Osten an den Distrikt Paucarpata, im Süden an den Distrikt Sabandía sowie im Westen an die Distrikte Socabaya und Jacobo Hunter.